# Myrcia goyazensis
Myrcia goyazensis é uma espécie de planta do gênero Myrcia. É endêmica ao Brasil, ocorrendo nos estados de Minas Gerais, Mato Grosso do Sul, Mato Grosso, Goiás, Tocantins e no Distrito Federal. De acordo com a União Internacional para a Conservação da Natureza, seu estado de conservação é pouco preocupante.